# Wieder geil!
Wieder geil! es el cuarto álbum por alemán metalcore banda We Butter The Bread With Butter, sacado en mayo de 2015.

## Contents
hide 
- 1Track listing
- 2Credits
  - 2.1Personnel
    - 2.1.1We Butter the Bread with Butter
    - 2.1.2Additional musicians
    - 2.1.3Production
    - 2.1.4Artwork and design

  - 2.2Studios
- 3Charts
- 4References
- 5External links

## Canciones del álbum
All songs written and composed by We Butter the Bread with Butter.
| No.           | Title                         | Length |
| ------------- | ----------------------------- | ------ |
| 1.            | "Ich mach was mit Medien"     | 3:05   |
| 2.            | "Exorzist"                    | 4:04   |
| 3.            | "Anarchy"                     | 4:01   |
| 4.            | "Berlin, Berlin!"             | 3:59   |
| 5.            | "Bang Bang Bang"              | 2:26   |
| 6.            | "Gib mir Mehr"                | 4:13   |
| 7.            | "Rockstar"                    | 3:30   |
| 8.            | "Thug Life"                   | 3:03   |
| 9.            | "Warum lieben wir nicht Mehr" | 4:06   |
| 10.           | "Zombiebitch"                 | 3:29   |
| Total length: | Total length:                 | 35:56  |

## Créditos
Escribiendo, rendimiento y créditos de producción están adaptados del álbum liner notas.

### Personal

#### Nosotros Mantequilla el Pan con Mantequilla
- Paul Bartzsch @– vocals
- Marcel Neumann @– guitarra, teclado, programación
- Maximilian Saux @– bajos
- Lata Özgünsür @– tambores

#### Músicos adicionales
- Daniel Haniß @– sintetizador

#### Producción
- Marcel Neumann @– producción, registro
- Daniel Haniß @– mezclando, FX producción
- Aljoscha Sieg @– La raíz que mezcla y mastering

#### Obra de arte y diseño
- Paul Bartzsch @– obra de arte
- Martin E. Landsmann @– Fotografía

### Estudios
- Karma Que mezcla registros

## Gráficos
| Gráfico                               | Peakposition |
| ------------------------------------- | ------------ |
| EE. UU. Álbumes Mundiales (Cartelera) |              |